# Elaine Nalee
Elaine Nalee es una actriz sudafricana, conocida por sus papeles en las populares series Surface, Star Trek: The Next Generation y Sleepy Hollow.

## Carrera
Nalee se graduó en oratoria y teatro en la Universidad de Colorado Boulder en los Estados Unidos. Luego asistió a la Academia de Arte Dramático Webber Douglas en Londres. En 1981, interpretó el papel de 'Susan' en la serie Kelly. En el mismo año, apareció en la serie The Vagabond - The Adventures of a Shepherd Dog. Luego, en 1994, participó en la serie Abused and betrayed y Against Her Will: The Carrie Buck Story. Apareció como una superviviente en la primera temporada de Star Trek: The Next Generation. De 1982 a 1987, tuvo un papel recurrente en la serie de televisión Capitol.
En 2005, interpretó el papel de 'Beth Wemuth' en la película de terror y comedia The Pigson The Canvas dirigida por Onur Tukel y en 2009, interpretó a 'Brooks Havens' en la película Fish Hook dirigida por Linwood Moorings. Se unió en dos ocasiones al elenco de Matlock, donde interpretó papeles diferentes en 1993 y 1995.

## Filmografía
- Sleepy Hollow como Doctora
- Mary and Martha como secretaria del senador
- Fish Hook como Brooks Havens
- Find Love como Madre
- The Water Is Wide como Ida
- The Pigs como Beth Wemuth
- Surface como maestra #2
- Dawson's Creek como recepcionista[6]
- The Locket como Kate (no acreditada)
- The Color of Love: Jacey's Story como mujer en el parque[6]
- Muppets from Space como Señora del puré de papas
- The Anniversary Waltz como esposa
- Buried Alive II como Edith
- Matlock como Becky Schraven / Phyllis Ridgeway[6]
- Against Her Will: The Carrie Buck Story como Alice Evans[4]
- Justice in a Small Town como Barbara Blake
- One of Her Own como Linda Stroud
- Scattered Dreams como prisionera en la prisión del condado
- Star Trek: The Next Generation como sobreviviente
- Hill Street Blues como Sra. Bauer
- Newhart como Betty Reed
- The Littlest Hobo como Lynda Wells
- Kelly como Susan